# 前川守嗣
前川 守嗣（まえかわ もりつぐ、1982年1月29日 - ）は、沖縄県出身の競艇選手。登録番号4195。身長165cm。血液型A型。91期。同期に長嶋万記、三浦永理、川上剛らがいる。

## 来歴
- やまと競艇学校時代は、リーグ戦5.36（準優出2　優出2）の成績を残す。
- 2002年11月15日、福岡競艇場でデビュー。
- 2002年12月16日、唐津競艇場での「西日本スポーツ杯争奪東松浦競艇組合20周年記念競走」で初勝利（22走目）。
- 2009年8月6日、福岡競艇場での「日刊スポーツ杯争奪戦」で初優勝（優出9回目）。